# جان راتزنبرگر
جان دزو راتزنبرگر (به انگلیسی: John Deszo Ratzenberger) بازیگر، صداپیشه و یکی از کارمندان شرکت پیکسار است.
وی با بازی در نقش "کلیف کلوین" در سریال Cheers به شهرت رسید.

## فیلم شناسی
جان تا به حال در انیمیشن‌ها و فیلم‌های معروفی به عنوان صداپیشه و بازیگر حضور پیدا کرده‌است. در زیر می‌توانید لیست کامل آن‌ها را مشاهده کنید:
- ۱۹۷۶ - The Ritz
- ۱۹۷۷ - A Bridge Too Far
- ۱۹۷۸ - سوپرمن (فیلم)
- ۱۹۷۹ - خیابان هانوور
- ۱۹۸۰ - سوپرمن ۲
- ۱۹۸۰ - جنگ ستارگان اپیزود پنجم: امپراتوری ضربه می‌زند
- ۱۹۸۰ - مٌتل جهنم(فیلم)
- ۱۹۸۱ - سرباز خوب
- ۱۹۸۲ - روباه آتشین(فیلم)
- ۱۹۸۲ - اربابان جنگ قرن ۲۱
- ۱۹۸۲ - گاندی(فیلم)
- ۱۹۸۲-۱۹۸۳ - Cheers
- ۱۹۸۷ - Timestalkers
- ۱۹۸۷ - خانه۲:داستان دوم
- ۱۹۹۰ - کمپ کوکامونگا
- ۱۹۹۰-۱۹۹۲ - Captain Planet and the Planeteers
- ۱۹۹۴ - سیمپسون‌ها
- ۱۹۹۵ - داستان اسباب‌بازی
- ۱۹۹۷ - روز بد در بلوک
- ۱۹۹۷ - سابرینا، جادوگر نوجوان
- ۱۹۹۸ - زندگی یک حشره
- ۱۹۹۹ - داستان اسباب‌بازی ۲
- ۲۰۰۱ - That '70s Show
- ۲۰۰۱ - کارخانه هیولاها
- ۲۰۰۱ - نمایش درو کری
- ۲۰۰۱ - شهر اشباح
- ۲۰۰۲ - فریزر (مجموعه تلویزیونی)
- ۲۰۰۲-۲۰۰۵ - ۸ قانون ساده
- ۲۰۰۳ - به دنبال نمو
- ۲۰۰۴ - شگفت‌انگیزان
- ۲۰۰۶ - ماشین‌ها (فیلم)
- ۲۰۰۷ - راتاتویی (فیلم)
- ۲۰۰۸ -وال-ئی
- ۲۰۰۸ - The Village Barbershop
- ۲۰۰۹ - بالا (فیلم ۲۰۰۹)
- ۲۰۱۰ - داستان اسباب‌بازی ۳
- ۲۰۱۰ - چی می‌شد اگر... (فیلم۲۰۱۰)
- ۲۰۱۱ - Toy Story Toons: Hawaiian Vacation
- ۲۰۱۱ - ماشین‌ها ۲
- ۲۰۱۲ - WWJD II: The Woodcarver
- ۲۰۱۲ - Drop Dead Diva
- ۲۰۱۲ - دلاور (فیلم)
- 2015 -inside out